# Raphitoma echinata
Raphitoma echinata är en snäckart som först beskrevs av Brocchi 1814.  Raphitoma echinata ingår i släktet Raphitoma och familjen Turridae. Inga underarter finns listade i Catalogue of Life.